# (6611) 1993 VW
(6611) 1993 VW est un astéroïde Apollon découvert en 1993.

## Description
(6611) 1993 VW a été découvert le 9 novembre 1993 à l'observatoire Palomar, situé au nord de San Diego en Californie, par E. F. Helin et J. Alu.

### Caractéristiques orbitales
L'orbite de cet astéroïde est caractérisée par un demi-grand axe de 1,70 UA, un périhélie de 0,87 UA, une excentricité de 0,48 et une inclinaison de 8,70° par rapport à l'écliptique. Du fait de ces caractéristiques, à savoir un demi-grand axe supérieur à 1 UA et un périhélie inférieur à 1,017 UA, il est classé comme astéroïde Apollon.

### Caractéristiques physiques
(6611) 1993 VW a une magnitude absolue (H) de 16,9 et un albédo estimé à 0,167.